# Texas Instruments SN76489

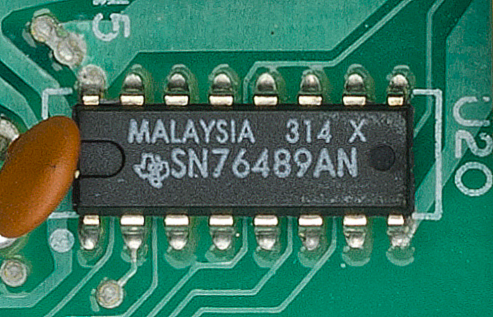

Pinagem do CI Texas Instruments SN76489 padrão. O encapsulamento é no padrão DIP de 16 pinos.

O SN76489 Digital Complex Sound Generator (DCSG) é um CI gerador de som programável TTL da Texas Instruments. Contém três geradores de ondas quadradas e um gerador de ruído branco, cada um dos quais capaz de produzir sons de várias freqüências em dezesseis níveis de volume. Sua principal aplicação tem sido a geração de música e efeitos sonoros em consoles, arcades e computadores domésticos (tais como o BBC Micro e o IBM PCjr).
A freqüência das ondas quadradas produzidas em cada canal deriva de dois fatores: a freqüência do clock externo e um valor fornecido por um registrador de controle de cada canal (denominado N). A freqüência de cada canal é obtida dividindo-se o clock por 32 e então dividindo-se o resultado por N.
A Sega usou clones do SN76489 em seus consoles de jogos Master System, Game Gear e Mega Drive/Sega Genesis. Estes chips de som modificados foram incorporados no processador de vídeo do sistema. Embora a funcionalidade básica fosse quase idêntica ao do processador de som original, existiam algumas pequenas diferenças: a aleatoriedade para o canal de ruído era gerada de modo diferente, a saída de "ruído periódico" ocorre num ciclo de 1/16 (e não 1/15, como no original), e a versão do Game Gear inclui uma extensão para saída de áudio estéreo.
Outro clone é o NCR 7496, usado no microcomputador Tandy 1000.
É digno de nota que o SN76489 parece ser totalmente idêntico aos SN76494 e SN76496 em termos da saída produzida, mas apresenta adicionalmente um pino "AUDIO IN" para mixagem de áudio integrada.